# Good American Family
Good American Family (bra: Uma Família Perfeita) é uma minissérie dramática norte-americana baseada na história real da adoção de Natalia Grace (Imogen Faith Reid) por Kristine (Ellen Pompeo) e Michael Barnett (Mark Duplass). Natalia é uma criança com nanismo que começa a apresentar comportamentos peculiares, levando o casal Barnett a alegarem falsamente que a menina seria uma adulta fingindo ser uma criança — justificativa usada pelo casal para abandoná-la. A minissérie é uma produção original da plataforma Hulu e foi exibida entre 19 de março a 30 de abril de 2025, sendo distribuida também para o mercado internacional pelo Disney+.

## Elenco

### Elenco principal
- Ellen Pompeo como Kristine Barnett, mãe adotiva de Natalia
- Mark Duplass como Michael Barnett, pai adotivo de Natalia
- Imogen Faith Reid como Natalia Grace, uma menina de 7 anos com nanismo

### Elenco recorrente
- Sarayu Blue como Valika, mãe de uma das crianças da creche de Kristine
- Dulé Hill como Brandon Drysdale, detetive que investiga os Barnett por acusações criminais
- Jenny O'Hara como Almeda
- Kim Shaw como Jennifer, nova esposa de Michael após a separação
- Christina Hendricks como Cynthia Mans

### Participações especiais
- Mary Birdsong como Sandy Mosley
- Kyle Bornheimer como Dr. Wachter
- Dominic Burgess como Tom
- Jennifer Lafleur como Leslie
- David Paymer como Dr. Lawrence
- Tracie Thoms como Randi Burch
- Sofia Hublitz como Kristine jovem
- Aida Turturro como Myra Grant
- Geoffrey Arend como Detetive Taylor
- Zach Tinker como Michael jovem
- Peter Holden como Ted Jones
- Olivia Sandoval como Melinda Aguilar
- Jacqueline Emerson como Rhian
- Jane Adams como JJ
- Marin Hinkle como Jackie Starbuck
- Michelle Krusiec como Dra. Marena Perkins
- Derek Webster como Terrance Kinnard, an attorney
- Rob Nagle como Dr. Phil McGraw
- Sean O'Bryan como Judge Huss
- Briana Venskus como Toni

## Produção
Em agosto de 2022, foi noticiado que a Hulu havia encomendado uma minissérie inspirada em eventos reais da vida de Natalia Grace, criada por Katie Robbins. Ellen Pompeo foi confirmada como protagonista no papel de Kristine Barnett e também como produtora executiva, por meio de sua produtora Calamity Jane, junto com Laura Holstein. Sarah Sutherland, Mike Epps, Dan Spilo, Niles Kirchner e Andrew Stearn também atuam como produtores executivos.
A série, produzida pela 20th Television (anteriormente sob o selo da ABC Signature), é contada a partir de múltiplos pontos de vista, com o objetivo de refletir as narrativas conflitantes entre os personagens centrais. Liz Garbus dirige e também assina a produção executiva do episódio piloto.
Em março de 2024, Mark Duplass foi escalado para interpretar Michael Barnett — que, entre os envolvidos reais na história, foi o único a vender os direitos para a adaptação. No mês seguinte, Dulé Hill e Sarayu Blue foram confirmados em papéis recorrentes. Em julho de 2024, as filmagens principais estavam sendo realizadas em Santa Clarita, Califórnia.[carece de fontes?]

## Lançamento
A série, composta por oito episódios, foi lançada semanalmente pela Hulu, com uma estreia de dois episódios em 19 de março de 2025. No Brasil e em Portugal, Good American Family está disponível para streaming no Disney+.

## Episódios
| N.º na temp. | Título | Dirigido por      | Escrito por                      | Lançamento          |
| --- | --- | ----------------- | -------------------------------- | ------------------- |
| 1 | "Almost Like a Prayer" "Quase Como Uma Oração" (BR) "Quase Como Uma Prece" (PT)                                      | Liz Garbus        | Katie Robbins                    | 19 de março de 2025 |
| Em 2019, Kristine Barnett, conhecida por seu ativismo em prol de crianças autistas, foi presa sob acusações de negligência infantil. Em 2010, ela e seu marido Michael, pais de três filhos — incluindo Jacob, um menino autista — enfrentavam dificuldades após uma tentativa frustrada de adoção. Quando surge a oportunidade de acolher Natalia Grace, uma menina ucraniana de sete anos com nanismo, o casal decide adotá-la, apesar de sinais de negligência anterior e exigências financeiras inesperadas da agência. Logo após a adoção, Natalia começa a demonstrar comportamentos preocupantes, sendo agressiva com Kristine, mas afetuosa com Michael. Kristine, enquanto tenta abrir um centro comunitário para apoiar famílias com crianças especiais, passa a temer pela segurança da família após episódios assustadores, como quando acorda e vê Natalia ameaçando-a com uma faca. | |                   |                                  |                     |
| 2 | "Jump the Jitters Out" "Nervos à Flor da Pele" (BR) "Controlar o Nervosismo" (PT)                                    | Stacie Passon     | Katie Robbins                    | 19 de março de 2025 |
| Em 2019, Michael, agora casado com Jennifer, é interrogado pelo detetive Drysdale sobre os eventos que culminaram na prisão de sua ex-esposa, Kristine. Ele fala negativamente sobre ela, enquanto Kristine insiste em sua inocência. Voltando a 2010, Kristine tenta encontrar a faca com a qual Natalia supostamente a ameaçou, mas sem sucesso. A situação se agrava quando Michael encontra um brinquedo dos filhos decapitado — um possível sinal de agressividade de Natalia — mas esconde o fato de Kristine. A menina é enviada à escola, mas enfrenta problemas por falta de documentação e acaba sendo suspensa após intimidar colegas. Ao investigar a agência de adoção First Path, Kristine descobre que ela responde por processos de fraude e tráfico de pessoas. Enquanto isso, Michael perde o emprego, mas Natalia mente para Kristine, dizendo que ele foi promovido. A tensão aumenta quando Kristine sente-se ofuscada por seu filho Jacob em um artigo sobre seu centro comunitário. Ela continua acusando Natalia de colocar seus outros filhos em risco, embora Michael e a avó fiquem ao lado da menina. Um momento decisivo ocorre quando Kristine surpreende Natalia no banheiro e percebe sinais de puberdade, levando-a a suspeitar que Natalia pode não ser uma criança, como afirmado. | |                   |                                  |                     |
| 3 | "Ghosts Everywhere" "Fantasmas Por Toda Parte" (BR) "Fantasmas Por Todo o Lado" (PT)                                 | Seith Mann        | Sarah Sutherland                 | 26 de março de 2025 |
| Em 2019, Kristine é libertada e volta a cuidar dos filhos, alegando que as acusações contra ela são falsas. Enquanto isso, o detetive Drysdale informa a Michael que também há possibilidade de ele ser acusado. Voltando a 2010, Kristine e Michael levam Natalia ao pediatra, que fica preocupado após perceber que ela não passou por uma cirurgia prometida e que há suspeitas sobre práticas ilegais envolvendo a agência de adoção. Nos meses seguintes, eles investigam a idade e o estado mental de Natalia, que começa a ser vista como possível sociopata. Kristine encontra meias ensanguentadas, suspeitando que Natalia menstrua, o que reforça sua dúvida sobre ela ser uma criança. Em uma discussão no carro, quase há um acidente. Kristine também acusa Natalia publicamente e passa a tratá-la como adulta, impondo tarefas domésticas. Natalia, por sua vez, revela que Michael foi demitido. As tensões aumentam quando Kristine acha que foi envenenada por Natalia e descobre irregularidades nos documentos da menina. Ao visitar a antiga família adotiva de Natalia, Kristine ouve que também suspeitavam que ela fosse uma adulta disfarçada. Ela propõe internar Natalia em uma clínica psiquiátrica, mas Michael se recusa e ameaça expô-la. Depois de uma discussão, Kristine concorda em cuidar da filha se Michael assumir o papel de pai em tempo integral. Apesar de tudo, o casal finge estar unido durante uma entrevista pública. | |                   |                                  |                     |
| 4 | "Right There in Black and White" "Bem Ali em Preto e Branco" (BR) "Ali Mesmo, a Preto e Branco" (PT)                 | Eva Vives         | Eoghan O'Donnell                 | 2 de abril de 2025  |
| Em 1995, Michael tenta cometer suicídio durante um de seus episódios depressivos; Para dissuadi-lo, Kristine diz que precisa dele e propõe casamento. Em 2019, Kristine, que mora na casa de Valika com os filhos depois de ser despejada, afirma que tem Michael "sob controle", apesar do divórcio. Em 2011, Michael cuida de Natalia em tempo integral, enquanto Kristine se dedica à escrita de um novo livro com a ajuda de Myra, uma ghostwriter. Quando assistentes sociais aparecem após uma denúncia anônima, Kristine suspeita que Natalia fez a ligação. Tentando esconder a existência da menina de Myra, Kristine enfrenta mais problemas quando Natalia começa a colocar em risco a segurança dos filhos, jogando brinquedos na rua. Myra concorda em manter segredo. Convencida de que Natalia representa uma ameaça, Kristine envia os filhos para a casa da avó e insiste que Michael interne a menina. Inicialmente resistente, Michael muda de postura quando Natalia sabota uma entrevista de emprego e afirmar desejar a morte da família. Após um confronto, Kristine acredita ter sido empurrada por Natalia contra uma cerca elétrica. Sem conseguir interná-la legalmente, os Barnetts recorrem a trancá-la na garagem, o que chama a atenção dos vizinhos e da polícia. Ao explicarem a situação, o detetive sugere alterar legalmente a idade de Natalia para que seja considerada adulta. O casal concorda e mantém a tutela legal, temendo que ela possa enganar outra família. Pouco depois, eles registram Natalia como uma mulher de 22 anos e a instalam em um apartamento próprio, afirmando que estão lhe oferecendo um "privilégio". | |                   |                                  |                     |
| 5 | "Too Hurty Without It" "Muito Machucada Sem Isso" (BR) "Demasiado Ferida Sem Isso" (PT)                              | Liz Garbus        | Katie Robbins                    | 9 de abril de 2025  |
| Em 2013, Natalia admite ao detetive Drysdale que tentou matar os Barnetts. Em 2012, abandonada pelos pais adotivos sem apoio ou andador, Natalia enfrenta dificuldades para viver sozinha. Após ferir a mão, busca ajuda da vizinha JJ, fingindo ter 22 anos. Sentindo-se rejeitada ao ver que foi excluída de um livro de Kristine, ela o rouba e reage com raiva. Michael a visita, a culpa pela situação e grava um vídeo para fingir que ela está bem. Tentando provar independência, Natalia conhece Keaton, sobrinho de JJ, e vai com ele à antiga casa dos Barnetts, revelando que é uma criança. Descobrem que a família se mudou sem avisar. O incidente faz com que a vizinhança se volte contra ela. Kristine a obriga a mudar-se de casa, frequentar a escola e ameaça mandá-la para a prisão se causar mais problemas, instruindo-a a repetir uma versão manipulada dos fatos. | |                   |                                  |                     |
| 6 | "Not Today Satan" "Hoje Não, Satanás" (BR/PT)                                                                        | Hannah Fidell     | Jaquen Tee Castellanos           | 16 de abril de 2025 |
| Em 2013, o detetive Drysdale questiona Natalia sobre sua menstruação, relacionada a um episódio com meias ensanguentadas, mas ela não consegue responder. Flashbacks sugerem que Kristine abusou fisicamente dela, forçando-a a colocar absorventes, espancando-a e punindo-a ao fazer andar descalça, causando ferimentos nos pés. Em 2012, Natalia, abandonada e em situação difícil, evita contato com pessoas por medo de Kristine. Uma mulher chamada Cynthia Mans, que faz parte de uma igreja e adota crianças, a encontra e a acolhe, ajudando com despesas. Eles descobrem que Natalia não tem 22 anos, e o detetive Drysdale investiga a exploração de crianças pelos Mans para obter benefícios estatais. Kristine entra em contato com os Mans, alegando que Natalia é uma vigarista perigosa, mas Cynthia acredita na história de Natalia e a aceita como parte da família. | |                   |                                  |                     |
| 7 | "If You Tell a Story Well Enough" "Quando a História é Bem Contada" (BR) "Se Contares uma História Bem Contada" (PT) | Iain B. MacDonald | Samantha Levenshus               | 23 de abril de 2025 |
| Em 2011, Natalia é internada em um hospital infantil após uma cirurgia, mas é transferida à força para a ala de adultos quando os Barnetts mudam sua idade sem ela saber. Em 2014, eles se mudam para o Canadá, onde Kristine trabalha com assistência social, enquanto Michael é negligenciado. Descobrem que há uma tentativa de mudar novamente a idade de Natalia, o que eles rejeitam. Em 2017, os Mans querem se tornar os tutores legais de Natalia, mas Kristine suspeita que isso é uma estratégia para prejudicá-la por abuso e negligência. Michael vai a Indiana consultar um advogado e descobre que Kristine enviou fotos sexualmente explícitas, o que o leva a traí-la. Ele também se envolve com uma ex-colega, Jennifer. Durante uma audiência, o juiz rejeita as provas que mostram que Natalia é uma criança, mantendo a decisão de não alterar sua idade ou responsáveis legais. Cynthia recusa um apelo de Drysdale para evitar mais sofrimento a Natalia. Em 2019, Drysdale reabre o caso e descobre que um médico mentiu ao dizer que Natalia era uma sociopata adulta, admitindo que apenas concordou com os Barnetts. Outros médicos confirmam que ela era uma criança na época. Drysdale convence Michael a revelar que Kristine abusava fisicamente de Natalia, pois ela acreditava que Natalia era uma adulta. Antes do julgamento, os Barnetts e Natalia dão entrevistas para contar suas versões dos fatos. | |                   |                                  |                     |
| 8 | "Blood on Her Hands" "Há Sangue nas Mãos Dela" (BR) "Sangue nas Mãos Dela" (PT)                                      | Iain B. MacDonald | Katie Robbins & Sarah Sutherland | 30 de abril de 2025 |
| Apesar das tensões, Kristine e Michael consultam seus advogados para lidar com o processo. Não há testemunhas que confirmem que Natalia era adulta ou que teve comportamento perigoso enquanto esteve com os Barnetts. Michael será julgado primeiro por negligência infantil e pode testemunhar contra Kristine para obter imunidade. Os advogados de Natalia descobrem mensagens no Facebook entre Kristine e Michael, nas quais eles usam linguagem agressiva e admitem a violência contra Natalia. Durante o julgamento, a mãe biológica de Natalia confirma que deu à luz em 2003. No entanto, o advogado de Michael revela que ele não apelou em 2017, e o juiz decide a favor dos Barnetts, excluindo muitas acusações anteriores a 2014. Michael e Kristine são absolvidos, e Natalia culpa Cynthia por não ter apelado em seu nome. Apesar do resultado, a opinião pública apoia Natalia, enquanto Kristine recebe mensagens de ódio e é obrigada a deixar a casa de Valika, que reconhece as mentiras de Kristine. Natalia visita Michael, que continua evitando responsabilidades, alegando ser vítima de Kristine. Jacob pede desculpas a Natalia e tenta reatar o relacionamento com Michael, deixando Kristine de lado. Natalia fica aliviada com o apoio nas redes sociais. Um posfácio menciona alegações de abuso contra Cynthia e Antwon Mans, que continuam alegando inocência, assim como Kristine. Em 2024, a data de nascimento de Natalia foi oficialmente restaurada para 4 de setembro de 2003. | |                   |                                  |                     |

## Recepção

### Audiência
TVision, utilizando sua Power Score para avaliar a programação de CTV com base na audiência e no engajamento em mais de 1.000 aplicativos, calculou que Good American Family foi a sexta série mais assistida entre 17 e 23 de março. A série ficou em 1º lugar na lista "Top 15 Today" do Hulu — uma lista atualizada diariamente com os títulos mais assistidos da plataforma — em 25 de março. O agregador de streaming Reelgood, que monitora dados em tempo real de 20 milhões de usuários nos EUA para conteúdo original e adquirido em serviços SVOD e AVOD, informou que Good American Family foi o oitavo programa mais assistido nos EUA na semana encerrada em 26 de março. Posteriormente, a TVision estimou que a série foi o oitavo programa mais assistido entre 7 e 13 de abril. A Nielsen Media Research, que registra a audiência de streaming em telas de televisão dos EUA, estimou que Good American Family acumulou 344 milhões de minutos de exibição entre 24 e 30 de março.

### Resposta da crítica
No site agregador de críticas Rotten Tomatoes, 53% das 19 resenhas de críticos são positivas, com uma nota média de 5,5/10. O consenso dos críticos do site diz: "Good American Family's ambitious use of perspective has some rewards, but it also makes for a lopsided and questionable dramatization of this sordid true story." O Metacritic, que utiliza uma média ponderada, atribuiu à primeira temporada uma pontuação de 60 de 100, com base em 12 críticas, indicando "críticas mistas ou médias".
Cristina Escobar, do RogerEbert.com, afirmou que Good American Family inicialmente parece um típico filme do Lifetime, mas elogiou como a série evolui para uma exploração complexa da moralidade e da natureza humana. Ela observou que, embora o primeiro episódio fosse melodramático, o programa muda de tom no segundo episódio, adotando temas de terror e feminismo. Escobar afirmou que o elenco, especialmente Imogen Faith Reid, entregou performances fortes, e gostou de como a série alterna entre diferentes perspectivas. Ela também valorizou a exploração reflexiva da culpa, justiça e redenção da série, chamando-a de uma obra mais complexa do que aparenta à primeira vista.
Kristen Baldwin, da Entertainment Weekly, elogiou como Good American Family retrata o caso de Natalia Grace por meio de perspectivas alternadas, com Ellen Pompeo e Imogen Faith Reid entregando atuações fortes. Ela destacou a narrativa suspense da série, que apresenta versões conflitantes dos eventos sem tomar partido, o que aumenta a tensão. Baldwin ressaltou a representação de Kristine Barnett como uma mãe controladora e obcecada por imagem, ao mesmo tempo em que valorizou a capacidade de Reid de expressar a vulnerabilidade e o distanciamento de Grace. Ela afirmou que Good American Family prende a atenção do público, mas deixa muitas perguntas sem resposta, servindo como uma porta de entrada para a investigação do caso real.
Jazmin Aguilera, do The Boston Globe, considerou impressionante a habilidade de Pompeo em interpretar de forma convincente tanto a postura justiceira de Kristine Barnett quanto sua posterior queda na paranoia, revelando os múltiplos delírios da personagem. Ela também elogiou a narrativa no estilo Rashomon da série, que muda de perspectiva de forma eficaz, tornando cada versão dos eventos autêntica. Apesar de apontar o uso ocasional de clichês típicos de thrillers, ela reconheceu o impacto dos episódios finais, nos quais a interpretação de Reid como Natalia Grace adiciona profundidade à história, revelando a complexidade da personagem e os abusos que sofreu.
Benjamin Lee, do The Guardian, afirmou que Good American Family apresenta de forma eficaz a história de Natalia Grace ao oferecer perspectivas divergentes e uma linha do tempo fragmentada. Ele elogiou a capacidade da série de criticar a cultura das "momfluencers" e expor o que há de podre por trás dela, especialmente por meio da atuação de Pompeo como Kristine Barnett. Lee achou a série envolvente, alternando entre thriller e drama criminal, com uma atuação sólida de Reid. No entanto, ele observou que a série enfrentou dificuldades com o tom, tentando equilibrar o sensacionalismo com a reflexão moral. Ele apreciou as performances de Christina Hendricks e Mark Duplass, mas considerou a estética visual da série simples demais para uma história tão intensa. Lee concluiu que, embora aqueles que já conhecem a história de Natalia Grace possam encontrar menos novidade na série, ela tem mais impacto para os que não estão familiarizados com o caso.